# Béarn
Il Béarn (nella varietà di guascone parlato in zona: Bearn o Biarn; in lingua basca: Bearno o Biarno; in latino: Benearnia, Bearnia) è un territorio storico della Francia. Unito alla Bassa Navarra costituiva una delle antiche province francesi.
Appartiene all'attuale dipartimento dei Pirenei Atlantici. Suo capoluogo storico è la città di Pau.

## Geografia fisica

### Territorio

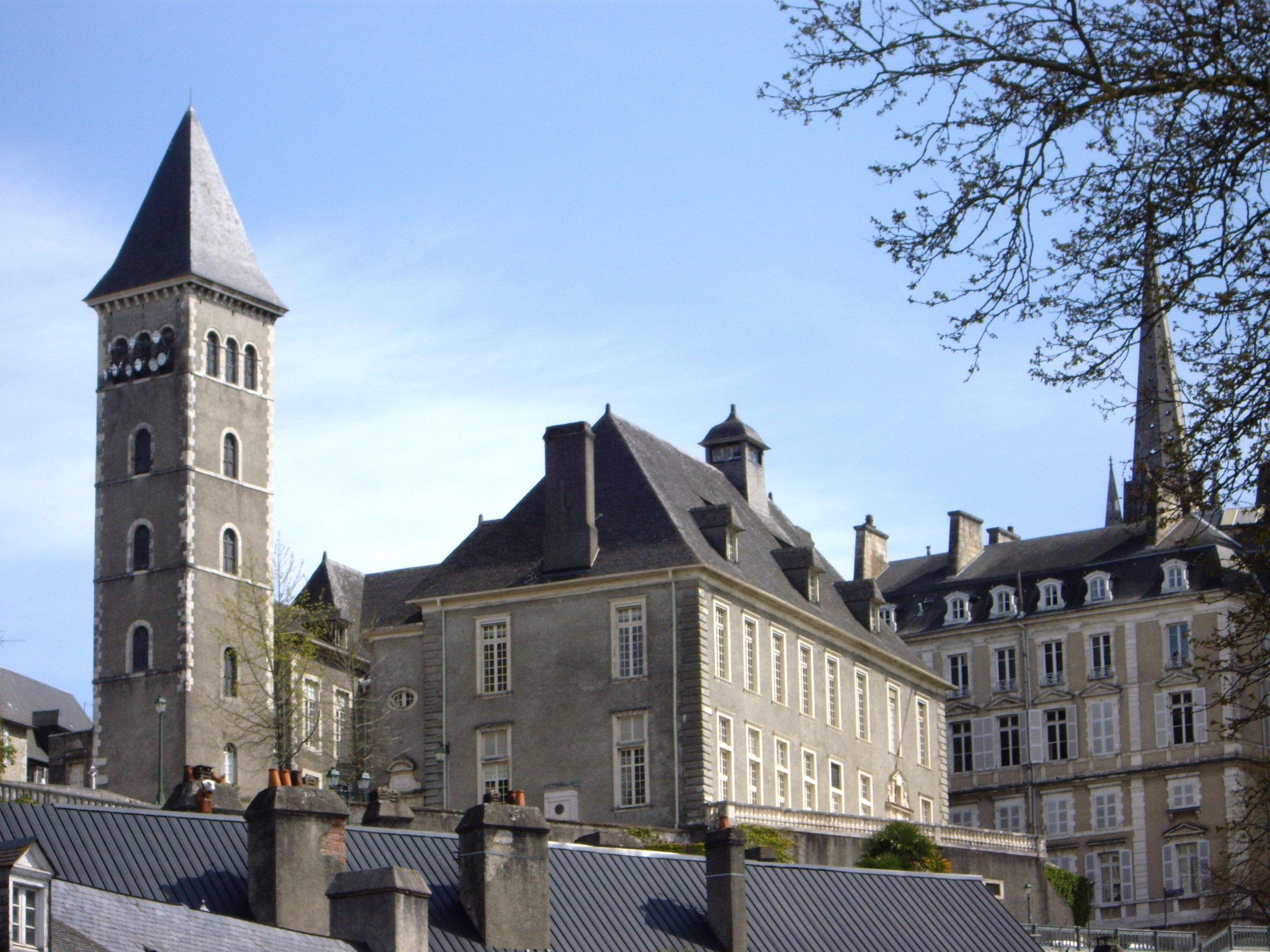
Pau, il Parlamento

La regione è racchiusa fra la Soule e la Bassa Navarra ad occidente, la Chalosse, il Tursan e l'Armagnac a settentrione, la Bigorre ad oriente, e l'Aragona a meridione.
L'orografia del Béarn è prevalentemente pianeggiante o collinare nella sua parte centrale e settentrionale (con altitudini generalmente non superiori ai 500 m s.l.m.) e montagnosa a sud (Pirenei bearnesi), dove il territorio si articola in tre vallate (la valle d'Aspe, valle d'Ossau e valle di Barétous), sovrastate da monti di notevole altezza, fra cui il picco d'Anie (2 504 m) e quello di Palas (2 974 m).

### Clima
Il Béarn ha un clima atlantico nella sua parte settentrionale, con precipitazioni piuttosto consistenti (oltre 1 000 mm annualmente), inverni miti ed estati temperate dalla vicinanza dell'oceano. Le oscillazioni termiche sono modeste e l'escursione annua si colloca normalmente fra i 12 °C e i 14 °C.
Nella parte meridionale si assiste ad un graduale abbassamento delle temperature dovuto all'altitudine. Nei Pirenei, in prossimità del confine spagnolo, il clima è di tipo alpino, contraddistinto da inverni lunghi e rigidi ed estati brevi e fresche. Talvolta può nevicare, sulle cime più alte, anche durante l'estate.
A Pau, situata a circa 200 m s.l.m., le precipitazioni annue raggiungono mediamente i 1 120,8 millimetri e la temperatura media annua è di 13,3 °C con valori medi del mese più freddo (gennaio) di 6,4 °C e del mese più caldo (luglio) di 20,6 °C.
In inverno il clima è insolitamente soleggiato con una media di 332 ore di luce solare.
Inoltre, è frequente che il vento del Sud, che soffia dai Pirenei, faccia salire per effetto Föhn le temperature invernali di 15 °C ed oltre (in particolare nella fascia pedemontana di Oloron ed Arudy) e rischiari il cielo, conferendogli una bellezza particolare: è il tanto declamato beth ceu (in it. "bel cielo") nel dialetto guascone di Béarn.

## Storia

### Storia antica e medievale
La regione era abitata, prima della conquista romana, da popolazioni ritenute, dalla massima parte degli studiosi, di lingua celtica, gli Aquitani. È però probabile che tali popolazioni si fossero mescolate, in maggior o minor misura, con gli Iberi e con i Vasconi o addirittura che appartenessero esse stesse a uno di questi due gruppi etnici. In effetti il toponimo Beneharnum, la cittadella fortificata che successivamente diede il nome alla regione e abitata in età preromana dalla tribù dei Benarnis (o Beharnenses), è di origine ibero-basca.
Dopo la conquista romana (I secolo a.C.), il Béarn venne integrato nell'Aquitania di cui continuò a far parte anche quando, prima ancora della caduta dell'Impero romano d'Occidente la regione passò sotto il controllo dei Visigoti (prima metà del V secolo). Attorno al 510 il territorio fu occupato, insieme a tutta l'Aquitania, dai Franchi e successivamente dai Vasconi. Tornato nuovamente in potere dei Franchi nel corso dell'VIII secolo, entrò a far parte dell'Impero carolingio. Nell'820 acquistò una certa autonomia costituendosi in viscontea retta ereditariamente da una famiglia di visconti aquitani. Nel 1290 fu unita alla contea di Foix, pur mantenendo sempre i propri usi e le proprie libertà civiche, seguendone i destini fino al suo totale assorbimento nel Regno di Navarra, nel 1484.

### Storia moderna
Il Regno di Navarra, governato dai d'Albret, si estendeva in massima parte al di là dei Pirenei, nella penisola iberica. Tali territori "ispanici" vennero però perduti della Navarra e annessi alla Spagna da Ferdinando il Cattolico nel 1512. Il Béarn divenne pertanto, nei decenni successivi, il fulcro stesso del Regno (o di ciò che di esso restava) e tale ruolo permise alla città bearnese di Pau di convertirsi nella nuova capitale, sostituendosi a Pamplona, fino ad allora sede della corte.
Ai d'Albret successero i Borbone, nella persona di Antonio, duca di Vendôme e padre del futuro Enrico IV, nato a Pau. E fu sotto il regno di questo grande sovrano, prima re di Navarra, poi di Francia, che il Béarn entrò definitivamente a far parte dello stato francese (anche se l'annessione fu formalizzata, mediante editto, solo nel 1620, da Luigi XIII). Da tale data, e fino al 1789, la regione ebbe un Parlamento proprio, soppresso pochi mesi dopo lo scoppio della rivoluzione francese.
Insieme alla provincia di Soule costituiva la généralité di Pau, creata nel 1784.

## Società

### Evoluzione demografica
Secondo le ultime stime la popolazione del Béarn supera leggermente i 350 000 abitanti suddivisi in 2 circoscrizioni, 31 cantoni e 387 comuni. Tale popolazione rappresenta il 60% circa di quella dell'intero dipartimento dei Pirenei Atlantici (Pyrénées-Atlantiques) di cui la regione fa parte. L'incremento della popolazione, dai primi anni del Novecento agli inizi del XXI secolo è risultata pari al 25% circa, cioè sensibilmente inferiore alla media nazionale, che nello stesso periodo ha subito un aumento di oltre il 50%.

### Città principali

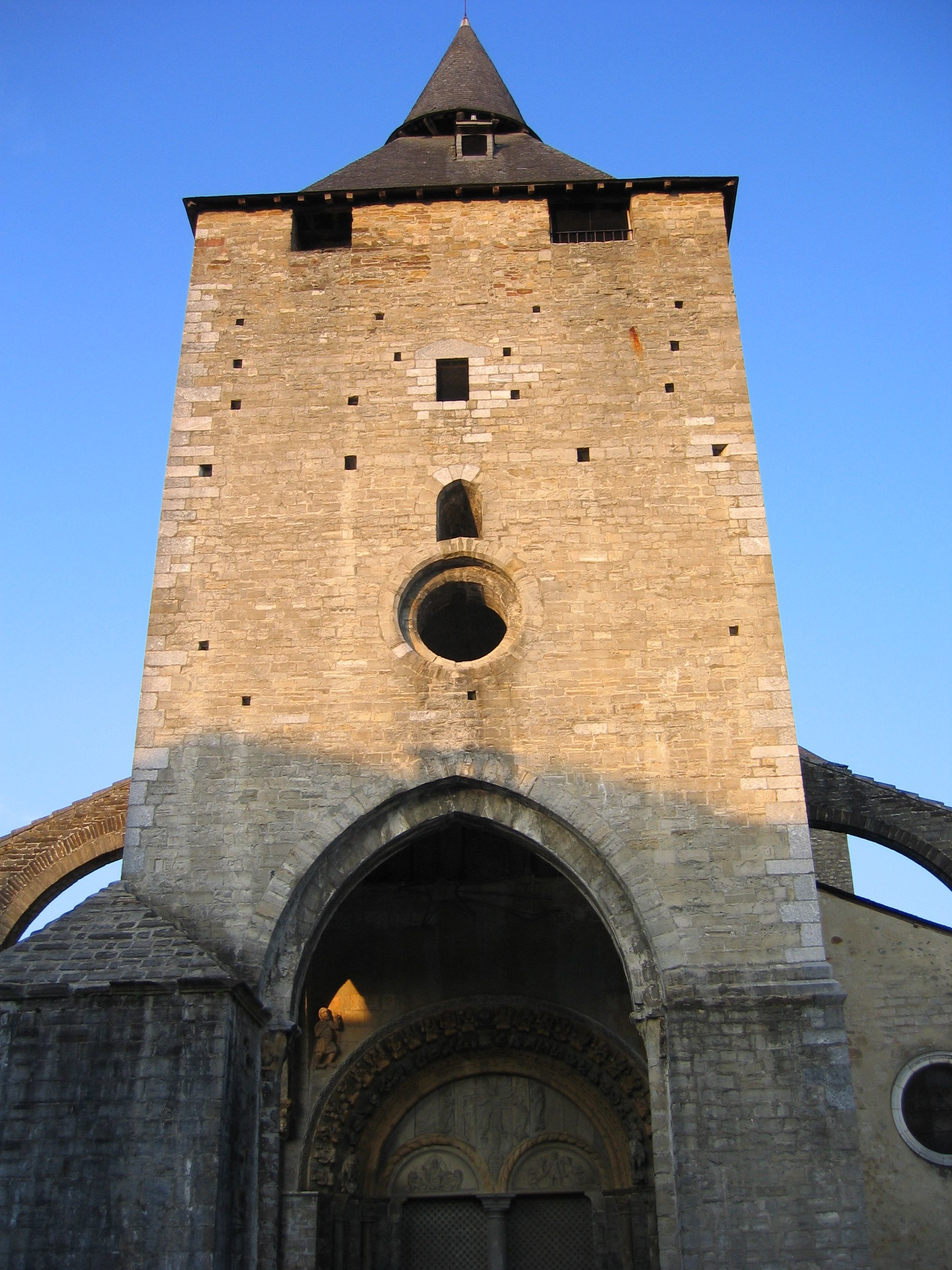
Oloron-Sainte-Marie, la cattedrale

- Pau - Fiorente città con oltre 77 000 abitanti (130 000 nell'area urbana), si sviluppa a un'altitudine media di circa 200 msm, a breve distanza dai Pirenei. Capitale del Béarn dalla metà del XV secolo e, oggigiorno, del dipartimento dei Pirenei Atlantici, è, per importanza, la seconda città della regione dell'Aquitania, subito dopo Bordeaux. Pur essendo al centro di una zona industriale di notevole importanza (imprese chimiche, metallurgiche, agroalimentari ecc.), Pau non ha perso l'aspetto aristocratico e residenziale che la contraddistingue fin dalla prima metà dell'Ottocento, allorché divenne uno dei centri termali più raffinati e frequentati d'Europa. Fu la patria del primo re francese della dinastia dei Borbone, Enrico IV, e culla dell'attuale dinastia regnante di Svezia, quella dei Bernadotte
- Oloron-Sainte-Marie - Seconda città della regione con circa 11 000 abitanti, erede della romana Iluro (che si sviluppò su un preesistente stanziamento forse iberico), era originariamente costituita da due nuclei urbani perfettamente differenziati: Oloron e Sainte Marie, poi fusisi nel 1858. A partire dagli anni venti del Novecento si è andata sviluppando in zona l'industria della cioccolata, con una produzione di alta qualità in gran parte esportata in Europa ed America.
- Orthez - Conta oltre 10 000 abitanti. La città iniziò a svilupparsi attorno all'anno 1000, e, nella seconda metà del XIV secolo, aveva una popolazione di circa 2 000 anime (circa 400 "fuochi"). È di questo periodo, o di poco precedente, uno dei monumenti più noti della città, il Pont neuf. Importante centro calvinista agli albori dell'età moderna, nel 1566 vi fu fondato un collegio protestante, chiuso pochi decenni più tardi a seguito dell'annessione del Béarn alla Francia. Il 14 febbraio 1814 nelle immediate vicinanze della città il duca di Wellington riportò una memorabile vittoria su un esercito napoleonico (battaglia di Orthez)
- Salies-de-Béarn - Piccolo borgo di origine medievale, si trasformò fin dagli anni quaranta dell'Ottocento in un importante centro termale (acque minerali e oligominerali). Oggi ha circa 4 800 abitanti, ma riceve oltre 40 000 visitatori ogni anno che danno vita a una fiorente industria turistica.

## Cultura

### Lingue e dialetti
Il Béarn è compreso storicamente nell'area linguistica occitana. Fino alla fine del Settecento lingua ufficiale e d'uso era infatti il guascone, una varietà dell'occitano. L'intera attività legislativa (il Béarn ebbe un proprio parlamento fino al 1789), amministrativa e giuridica, avveniva in guascone, compreso e parlato dalla stragrande maggioranza della popolazione. Il francese era utilizzato, nei rapporti con Parigi e come lingua di cultura, da un ristretto numero di bearnesi, nella quasi totalità appartenenti all'aristocrazia ed alla borghesia locali.
A partire dalla rivoluzione del 1789 la situazione iniziò a mutare radicalmente. Il poderoso sforzo di omologazione linguistica realizzato dalla Francia nell'Ottocento, diede, anche nel Béarn, i frutti sperati. Al termine di quello stesso secolo la situazione linguistica si era completamente ribaltata: il guascone, seppur ancora compreso e usato da molti, era parlato in una situazione di bilinguismo con il francese, il solo che rivestisse carattere di ufficialità. Nel corso del Novecento la lingua autoctona, scalzata quasi completamente dai centri urbani più importanti, si è vista sempre più relegata nei villaggi e nelle campagne e, oggigiorno (2008) è parlata, insieme alla lingua ufficiale dello Stato, da una quota difficilmente quantificabile della popolazione bearnese, ma certamente minoritaria. Alcuni termini autoctoni di uso corrente sono tuttavia entrati a far parte del francese parlato in regione, mentre quest'ultimo ha fornito al guascone un certo numero di parole e forme idiomatiche che hanno trovato diritto di cittadinanza persino presso i puristi più recalcitranti d'Occitania.
Va infine segnalato che negli ultimi decenni è stato compiuto un notevole sforzo da parte delle autorità locali e delle istituzioni universitarie per dare un nuovo impulso al guascone, mediante l'apertura di scuole bilingue e altre lodevoli iniziative (i cartelli indicatori della toponomastica ad esempio, sono generalmente redatti sia in francese che in occitano).

### Edifici storici e musei
Il Béarn è ricco di edifici pregevoli e musei. Fra i primi segnaliamo
- Il Castello di Pau - edificio medievale, subì profonde ristrutturazioni in età rinascimentale che lo privarono della sua originaria impronta castrense, conferendogli una sobria eleganza. Qui, nel 1553, vide la luce Enrico IV
- Il Castello di Morlanne - eretto nel XIV secolo alle porte della cittadina di Morlanne è un'imponente costruzione mantenuta in perfetto stato di manutenzione
- Il Castello di Montaner - anch'esso del XIV secolo, con una slanciata e bella torre in mattoni rossi
- Il Castello di Bellocq - costruito tra il 1250 e il 1280, in rovina dopo la distruzione del 1620
- La chiesa di Sainte-Marie d'Oloron - situata a Oloron-Sainte-Marie, fu eretta fra il XII e il XIV secolo ed è di grande interesse perché segna il trapasso dallo stile romanico a quello gotico
- La chiesa di Sainte-Foy, eretta a Morlaàs nel XII secolo è uno dei capolavori del romanico bearnese, nota soprattutto per il superbo portale

Fra i musei più significativi:

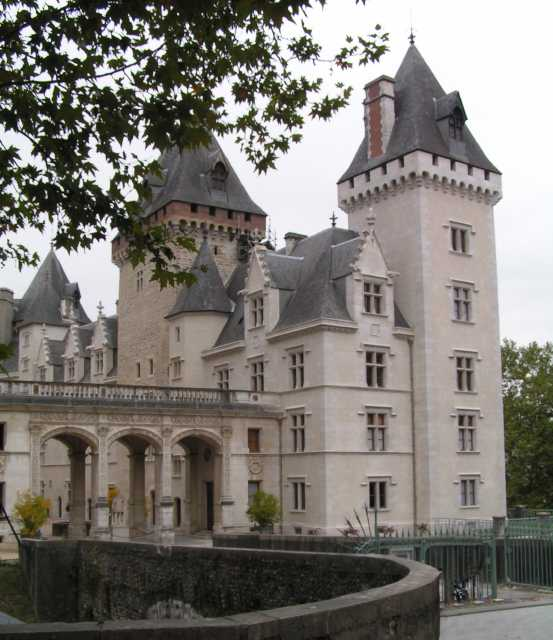
Castello di Pau

- Il Museo nazionale del Castello di Pau (Musée national du Château de Pau) - situato all'interno del castello, presenta ricche collezioni di gobelins, di porcellane di Sèvres, pitture, sculture e mobili d'epoca. Particolarmente ricca la raccolta di stampe (oltre tremila) che vanno dal XVI al XX secolo
- Il Museo delle Belle Arti (Musée des Beaux Arts) - aperto a Pau, presenta molte opere pittoriche di scuola francese, fiamminga e italiana di età tardomedievale e moderna, oltre una ricca pinacoteca di arte contemporanea
- Il Museo Bernadotte - è situato nella casa natale del celebre generale napoleonico, poi re di Svezia, all'interno di un elegante palazzetto settecentesco. Contiene numerosi cimeli e suppellettili d'epoca (XVIII secolo)
- Il Museo delle Tradizioni Bearnesi (Musée des Traditions Béarnaises) - Si trova a Salies-de-Béarn e contiene un gran numero di oggetti di uso comune, arnesi da lavoro, costumi tradizionali tipici della regione e suppellettili di vario genere

### Gastronomia

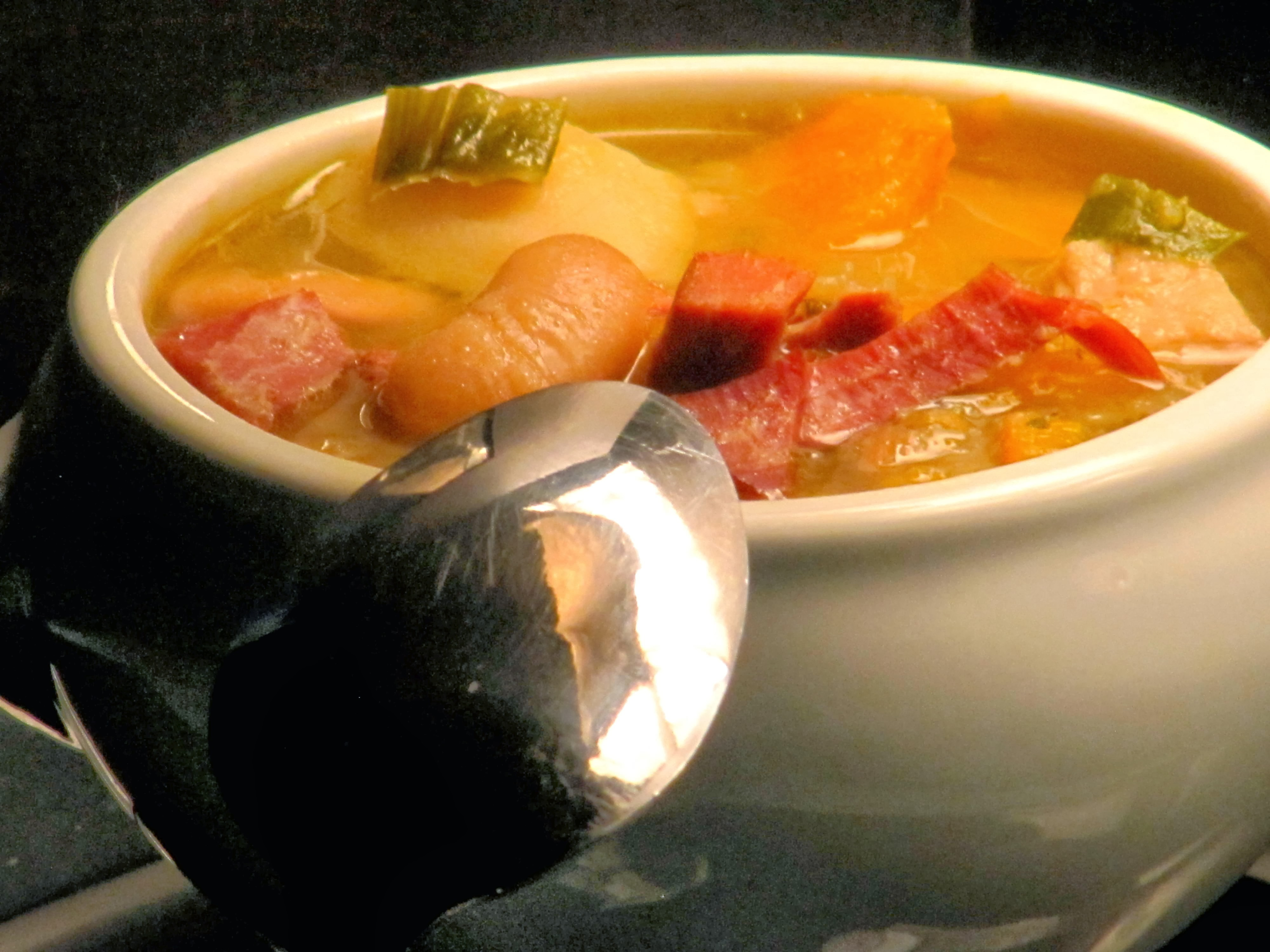
La garbure, piatto tipico dei contadini béarnesi.

La cucina del Béarn si inserisce a pieno titolo fra le grandi cucine regionali francesi. Pur essendo fondamentalmente conservatrice, radicata nelle tradizioni locali, ha saputo spesso accogliere e rielaborare un certo numero di piatti provenienti da altre regioni francesi, dalla gastronomia italiana di età rinascimentale e barocca e da quella iberica, con particolare riferimento a quella basca e navarrese.
Nel Béarn si ritrovano toutte le specialità gastronomiche della cucina guascone. In particolare quelle a base di carni di anatidi (anatre e oche) come il foie gras, il confit e il magret di anatra. I Béarnesi hanno anche sviluppato alcune specialità, tra le quali il galletto in pentola (poule au pot), popolarizzato da una leggenda legata al re Enrico IV. La garbure è la zuppa tradizionale contadina, confezionata i prodotti dell'orto e guarnita eventualmente con anatra confit.
Fra i piatti più tipici della cucina bearnese segnaliamo:
- Zuppe e Minestre - zuppa di piselli secchi, zuppa di castagne, garbure béarnaise (minestra con cavoli, carote, cipolle, pomodori e grasso d'oca)
- Carni - rognoni di vitello flambés all'Armagnac, vitello alla bearnese, costate di maiale in salsa piccante, fegato di maiale alla griglia, pollo alla guascona, pasticcio d'anatra alle prugne d'Agden, oca arrosto farcita di castagne, confit, magret di anatra, cosciotto d'agnello alla coquèle, beccacce all'Armagnac, beccacce in salmì, fagiano in salmì, pernici ripiene di foie gras, lepre ai funghi, cosce di rane alla bearnese, foie gras all'uva, foie gras alle mele (possibilmente golden)
- Pesci - baccalà alla bearnese, insalata di baccalà, grigliata di salmone d'Adour al burro di stragone, trota salmonata al foie gras, trota salmonata allo Jurançon invecchiato
- Uova - uova in camicia alla bearnese (œufs pochés à la béarnaise), frittata alla mostarda, uova ai pomodori freschi, frittata ai peperoni
- Contorni - insalata delle Landes (salade landaise), fagioli alla guascona, pomodori ripieni al prosciutto
- Salse - celebre la salsa bearnese (sauce béarnaise), semplice e gustosa (confezionata con farina, uova, burro, estragone, aceto, sale e pepe)
- Dolci - gelatina di more, crespelli di Carnevale, bignè di mele flambées all'Armagnac, riso al latte caramellato

Eccellenti i vini, raggruppati in quattro grandi zone vinicole:
- Béarn-Bellocq - zona nota sia per i vini rossi e rosati che bianchi, fra i quali spicca per il Raffiat de Moncade
- Jurançon - prodotto nel cuore del Béarn. Si tratta di vini bianchi, sia dolci, che secchi, di gradazione alcolica medio-alta
- Madiran, prodotto anche nei vicini dipartimenti degli Alti Pirenei e Gers. Si tratta di un vino rosso di molto corpo e alta gradazione (13° e oltre), ideale per carni e formaggi stagionati
- Pacherenc Vic-Bilh - bianco asciutto e gradevolmente fruttato la cui gradazione può raggiungere anche i 13 °C

## Economia
L'economia del Béarn si basa su molteplici attività di vari settori.
Fino agli inizi del Novecento le attività legate all'agricoltura e all'allevamento costituivano la risorsa principale della popolazione. Nei primi decenni del secolo si assiste a un rapido sviluppo del settore industriale e del terziario, consolidatisi nel secondo dopoguerra. Quest'ultimo rappresenta oggigiorno la fonte principale di reddito della popolazione bearnese. Su un totale di 135 000 unità lavorative effettivamente occupate, l'84% è salariato e di questi un 70% circa lavora nel terziario (per oltre il 50% in imprese commerciali).
L'industria dà lavoro a circa a circa il 18% dei salariati. Particolarmente sviluppati sono i settori della petrolchimica e del gas (Lacq e Mont), della meccanica di precisione, legata in gran parte all'industria aeronautica (Bordes e Bidos), dell'industria tessile, della costruzione e di quella agroalimentare (Jurançon, Oloron-Sainte-Marie, Lescar ecc.).
Di assoluto rilievo il turismo, che già godeva in regione di una solida tradizione (Pau, Salies-de-Béarn, ecc.), consolidatosi ulteriormente negli ultimi decenni. Secondo stime del 2005 il Béarn aveva ricevuto, in quell'anno, ben 1 100 000 visitatori per un totale di circa 5 000 000 di presenze.
Il settore primario, nonostante non concorra più in misura determinante alla formazione del reddito, com in passato, continua a produrre derrate di alto livello qualitativo. La coltivazione in assoluto più diffusa è quella del mais, seguita, a molta distanza, da quella dei cereali, dei legumi e della vite
(la produzione totale di vino di qualità, o DOP, è stata pari, nel 2005, a 87 277 hl). Gli allevamenti bovini (93 127 capi nel 2005) forniscono, oltre alla carne, circa 150 000 000 di litri latte all'anno (2005). Nelle valli pirenaiche ha ancora una certa diffusione l'allevamento di ovini (93 650 capi nel 2005). Notevole la produzione avicola, soprattutto di anatre (3 800 000 capi nel 2005).

## Il Béarn in letteratura
- Il commissario Jean-Baptiste Adamsberg, personaggio letterario protagonista di numerosi romanzi della scrittrice francese Fred Vargas è originario del Bearn.